# 福祉給付金
福祉給付金（ふくしきゅうふきん）とは日本の法律上、公的年金に加入できなかったために無年金状態となった在日外国人等に対する地方自治体による支給金のこと。高齢者福祉給付金と障害者福祉給付金の二つがある。

## 概要
在日外国人及び日本国内に住所を有さない日本人は、1982年の国民年金法改正で国籍要件及び住所要件が撤廃されるまで同年金に加入できず、同年に20歳を超えていた障害者と1986年の同法再改正時に60歳以上だった高齢者が無年金になった。
このような状況に対して在日韓国・朝鮮人団体等から救済を求める声が相次いだため、1984年4月に大阪府高槻市で障害者福祉年金の支給が受けられない在日外国人に対して障害基礎年金を支給する制度が創設されたのを初めとして、無年金外国人等の救済策としていくつかの地方自治体で福祉給付金支給制度が創設された。これは、無年金外国人等の福祉の向上を図ることが目的とされているが、実質的には老齢福祉年金や障害基礎年金の代わりに自治体が支給するものである。現在では全国800以上の自治体（民団発表）が老齢福祉年金のケースとほぼ同額の月額5000円～3万数千円（兵庫県神戸市の場合）の支給額を決定し、要件を満たす申請者に対して支給している。
支給対象者は主に以下の要件を満たす者である（細かくは自治体によって異なる）。
- 永住許可又は特別永住許可を受けている在日外国人。
- 大正15年（1926年）4月1日以前に生まれ、昭和57年（1982年）1月1日前から日本国内で外国人登録を行っている在日外国人。
- 明治44年（1911年）4月2日から大正15年（1926年）4月1日までの間に生まれた日本人のうち、昭和36年（1961年）4月1日以後に国外から日本国内に住所を有することとなった日本人。
- 昭和57年1月1日以前から障害者であった在日外国人。（障害者福祉給付金の場合）
- 昭和36年4月1日から昭和61年3月31日までの間に海外在住中に障害者となった日本人。（障害者福祉給付金の場合）
- 生活保護を受けていない。
- 公的年金を受給していない。
- 前年中の所得が基準額（自治体によって額は異なる）以下である。

（なお高齢者福祉給付金と障害者福祉給付金の同時支給は出来ない。）